# Trotteria caryae
Trotteria caryae är en tvåvingeart som beskrevs av Ephraim Porter Felt 1907. Trotteria caryae ingår i släktet Trotteria och familjen gallmyggor. Inga underarter finns listade i Catalogue of Life.